# Схід штату Ріу-Гранді-ду-Норті (мезорегіон)
Схід штату Ріу-Гранді-ду-Норті (порт. Mesorregião do Leste Potiguar) — адміністративно-статистичний мезорегіон в Бразилії, входить в штат Ріу-Гранді-ду-Норті. Населення становить 1473 чоловік на 2006 рік. Займає площу 6451,841 км². Густота населення — 228,5 чол./км².

## Склад мезорегіону
В мезорегіон входять наступні мікрорегіони:
1. Макаїба
2. Натал
3. Літорал-Нордесті
4. Літорал-Сул

| Бразилія | Це незавершена стаття з географії Бразилії. Ви можете допомогти проєкту, виправивши або дописавши її. |